# Mollenstreken
Mollenstreken is een Nederlands televisieprogramma van de publieke omroep AVROTROS, gemaakt voor kinderen. In het programma wordt het spelprogramma Wie is de mol? nabeschouwd op een ludieke wijze. Het wordt gepresenteerd door Lavezzi Rutjes, zoon van de voetballer Nathan Rutjes die zelf in 2020 heeft meegedaan aan Wie is de mol?. Het programma wordt uitgezonden op zondagavond, een dag na de Wie is de mol?-aflevering die wordt besproken.

## Geschiedenis
Bij Wie is de mol 2020, het seizoen waar zijn vader aan meedeed, maakte Lavezzi Rutjes na iedere aflevering een nabeschouwing op Instagram. Vanaf het bonusseizoen Renaissance kreeg hij een eigen programma waarin hij jaarlijks alle afleveringen van Wie is de mol? nabeschouwt.
In 2021 won het programma de Zapp Award voor beste jeugdprogramma en in 2021 en 2024 werd Mollenstreken genomineerd voor de Gouden Televizier-ring voor beste jeugdprogramma.